# Muzej Checkpoint Charlie
Muzej Checkpoint Charlie (nemško Das Mauermuseum – Museum Haus am Checkpoint Charlie) je zasebni muzej v Berlinu. Ime je dobil po znamenitem prehodu v Berlinskem zidu in je bil ustvarjen za dokumentiranje tako imenovanega »najboljšega sistema varovanja meja na svetu« (po besedah vzhodnonemškega generala Heinza Hoffmanna). Na ogled so fotografije in povezani dokumenti uspešnih poskusov pobega iz Vzhodne Nemčije, skupaj z opremo za pobeg: baloni na vroč zrak, avtomobili za pobeg, sedežnice in mini podmornica. Muzej raziskuje in hrani seznam smrti ob berlinskem zidu. Upravlja ga Mauermuseum-Betriebs gGmbH, direktorica pa je Alexandra Hildebrandt.

## Zgodovina
Arbeitsgemeinschaft 13. August je združenje, poimenovano po datumu izgradnje Berlinskega zidu. Ustanovljen je bil z namenom boja proti kršitvam človekovih pravic zaradi zidu in ustvarjanja rešitev z dejavnostmi, kot so tiskovne konference, založništvo in razstave. Muzejski projekt se je začel kot razstava ustanovnega direktorja in borca za človekove pravice Rainerja Hildebrandta. Po besedah Hildebrandta: »Prva razstava se je odprla 19. oktobra 1962 v samo dvoinpolsobnem stanovanju na znameniti Bernauer Straße. Ulica je bila razdeljena po vsej dolžini; stavbe na vzhodu so bile izpraznjene in njihova okna zazidali. Predlagali smo, da so turisti hvaležni tistim mejnim stražarjem, ki ne streljajo na ubijanje.«
14. junija 1963 so muzej odprli na svoji stalni lokaciji na Friedrichstraße, znani kot Haus am Checkpoint Charlie. Arbeitsgemeinschaft 13. avgust je bil uradno registriran pri mestu kot Verein (združenje) 16. julija 1963. Muzej je bil v svojih zgodnjih dneh znan po svojem zmešanem in kaotičnem razstavnem slogu, s številnimi predmeti in relikvijami, prikazanimi brez običajne organizacije običajnega muzeja. Bilo je tudi politično središče in je aktivno sodelovalo pri načrtovanju in pomoči pri pobegih. Vključevala je knjižnico, filme, predavanja in založniško dejavnost.
Po padcu berlinskega zidu in temu primernem znatnem zmanjšanju javnih sredstev se je muzej pod vodstvom Alexandre Hildebrandt razvil v zasebno podjetje, ki je »na novo izumilo nekdanje politično središče kot 'mesto izkušenj'.« Po Hildebrandtovih besedah je deloval »po poslovnih načelih«, kmalu zaslužil sedemmestne dobičke in postal komercialno najuspešnejši muzej v Evropi. Leta 2002 se je Arbeitsgemeinschaft 13. August odrekla svojemu dobrodelnemu statusu in s tem preostalim donacijam in davčnim olajšavam.
Zdaj je eden najbolj obiskanih muzejev v Berlinu, z več kot 850.000 obiskovalci letno. V zadnjih letih je muzej še naprej dopolnjeval svoje razstave o mednarodnem boju za človekove pravice in opozarjal na primere Sergeja Magnitskega in drugih.
Leta 2004 je Alexandra Hildebrandt postavila spomenik svobode žrtvam mejnih sil na bližnjem praznem zemljišču. Spomenik so odstranili naslednje leto, potem ko je lastnik zemljišča odpovedal najemno pogodbo. Tako spomenik kot njegova odstranitev sta bila predmet nekaterih kritik in polemik.

## Glavne razstave
- Zid od 13. avgusta 1961 do padca je razstava fotografij, pisav in predmetov, ki dokumentirajo Berlinski zid in pobege čez njega v času, ko je stal.
- Razstava Berlin od mesta na prvi črti do mostu Evrope prikazuje zgodovino razdeljenega Berlina od druge svetovne vojne do ponovne združitve.
- Na razstavi Zgodilo se je na Checkpoint Charlie so predstavljeni številni zgodovinski dogodki, ki so se zgodili na Checkpoint Charlie.
- Razstava Inventive Escapes se osredotoča na različne pripomočke in domiselna vozila, s katerimi so se uspešno izognili varovanju vzhodnonemške meje.

## Nadaljnje razstave in dogodki
- Razstava Od Gandhija do Walese: Nenasilni boj za človekove pravice prikazuje nenasilne proteste po svetu in kako so bile podobne metode uporabljene v Nemčiji.
- Natova misija za svobodo je nova stalna razstava, ki se osredotoča na mednarodni in diplomatski kontekst, odprta marca 2012. Generalni sekretar NATA Anders F. Rasmussen je razstavo obiskal maja 2012.[8]
- Razstava Ronald Reagan je praznovanje življenja in dela predsednika Reagana ter njegovega prispevka k rušenju Berlinskega zidu.[9]
- Raoul Wallenberg lives je nova stalna razstava o življenju in delu Raoula Wallenberga, ki je bila odprta leta 2012.
- Razstava Mihail Hodorkovsk: Mihail Hodorkovski je imel tiskovno konferenco ob izpustitvi decembra 2013 v muzeju. Zahvalil se je medijem, nekdanjemu nemškemu zunanjemu ministru Hans-Dietrichu Genscherju in nemški kanclerki Angeli Merkel za pomoč pri zagotavljanju njegove izpustitve. Izrazil je hvaležnost muzeju za organizacijo tiskovne konference in za moralno podporo v zvezi z razstavnim delom o njegovem položaju, medtem ko je bil v zaporu. Po besedah direktorice muzeja Alexandre Hildebrandt je prav ona leta 2011 spodbudila Genscherja, da se vključi v diplomatska prizadevanja za izpustitev Hodorkovskega.[10]
- Razstava Nadiye Savchenko: muzej je leta 2016 postavil razstavo del Nadiye Savchenko in pomagal pri prizadevanjih za njeno izpustitev iz zapora.[11]

## Citat
Lahko se imenujemo tudi prvi muzej mednarodnega nenasilnega protesta. Naši eksponati vključujejo: pisalni stroj Charta 77, hektograf nezakonite revije "Umweltblätter" ("Okoljske strani"), dnevnik in sandale Mahatme Gandhija ter posmrtno masko Elene Bonner njenega partnerja Andreja Saharova.— "Origins - Development - Future", from mauermuseum.de